# Oleśna
Oleśna (słow. Olešná) – wieś i gmina (obec) w powiecie Czadca, kraju żylińskim, w północnej Słowacji.

## Położenie
Leży ok. 10 km na zachód od Czadcy, w górnej części doliny Kisucy, jednak jej zabudowania są głównie rozrzucone w dolinie uchodzącego do Kisucy od północy (od lewego brzegu) potoku Olešnianka, sięgając aż pod grzbiet, którym biegnie obecnie granica Słowacji i Czech (w tym konkretnym przypadku czeskiego Śląska).

## Historia
Wieś była lokowana w roku 1619. Od początku należała do feudalnego "państwa" z siedzibą w Bytčy. Jej mieszkańcy osiedlali się w rozrzuconych po stokach samotnych gospodarstwach, które z czasem rozrastały się w niewielkie, rodzinne osiedla. Zajmowali się głównie pasterstwem owiec i krów, pracą w lesie, wytwarzaniem gospodarskich przedmiotów z drewna, druciarstwem i drobnym handlem domokrążczym.